# Euterpe precatoria
O açaizeiro, açaí-do-amazonas ou açaí-solitário (Euterpe precatoria) é uma espécie botânica de palmeira, nativa da América do Sul, especificamente da Amazônia. Está distribuída também por América Central, as Antilhas e por a bacia Amazônica.

## Descrição
Caule solitário, de 3 a 20 m de altura e 4 a 23 cm de diâmetro; pardo a gris com cicatrizes anulares; raízes de 3 dm compactas, escamosas; seus extremos antes de tocar o chão se recubram de uma substancia mucilaginosa clara. Coroa com 10 a 15 folhas, com ráquis de 2 a 3,5 m de longitude, compostas com 60 a 90 pínulas. Os pecíolos formam embaixo de suas bases um envoltório verde ao final do caule de 1 a 1,5 m de longitude, do que se extrai o palmito.
Florescência com pedúnculo de 20 cm e ráquis de 40 cm de longitude, com 90 ráquilas. Frutos esféricos de cor preto violáceo e 1 cm de diâmetro com semente globosa. O racemo pode apresentar mais de mil frutos.

## Usos
O mesocarpo fresco é a parte mais utilizada do fruto, de onde é extraído um líquido espesso chamado "vinho de açaí", amplamente consumido na Amazônia. Dos frutos se extrai também óleo e um corante preto para enfeitar o corpo nas cerimônias. Os frutos desta planta são muito semelhantes aos açaís (Euterpe oleracea) e como eles são comestíveis e consumidos na forma de bebidas, doces e sorvetes.
Nas comunidades o principal uso esta é como fonte de alimento, coletando os frutos para consumir como suco, "vinho", "leite", massa o subprodutos deles ou como fonte de palmito ou para obter a larva Rhynchophorus palmarum; mas também têm importantes usos medicinais e para elaborar artesanatos.
Também é importante seu uso para a construção de moradias e para elaboração de diferentes elementos culturais e ferramentas ou utensílios domésticos. Os caules são utilizados muito na construção das moradias para fazer as paredes e para elaborar as tábuas das mesas e das prateleiras. Igualmente, se utilizam para fazer lanças para a caça de animais. Um uso pouco frequente mas mencionado é a utilização dos estipes para erigir cercas. Agora se usa o tronco como matéria-prima para fabricar polpa para papel.
As raízes têm usos medicinais, especialmente contra o dor muscular e as mordidas de serpente; também se utilizam para que o cabelo cresça bem e muito preto. Evita que as mulheres grávidas percam cabelo (Borchsenius et al. 1998). La decocção das folhas se utiliza para aliviar o dor de peito. As folhas e raízes ternas se maceram e bebem para curar a gripe. As folhas se utilizam em ocasiões para cobrir as casas; e o miolo é consumido como palmito.